# Giuseppe Bertieri
Giuseppe Bertieri (Ceva, 9 novembre 1734 – Pavia, 15 luglio 1804) è stato un arcivescovo cattolico italiano.

## Biografia
Giuseppe Bertieri nacque a Ceva il 9 novembre del 1734 ed ancora giovanissimo decise di intraprendere la carriera ecclesiastica che culminò nella sua professione di fede per l'ingresso nell'Ordine di Sant'Agostino e la successiva sua ordinazione sacerdotale il 24 settembre 1757. Legatosi agli ambienti austriaci, prese ad insegnare teologia nell'università di Vienna facendosi conoscere negli ambienti di corte. Divenne quindi abate commendatario dell'abbazia di Piona.
Promosso vescovo di Como su proposta dell'imperatore Giuseppe II il 14 dicembre 1789, il 3 gennaio 1790 ottenne l'ordinazione episcopale per mano dell'arcivescovo di Milano, il cardinale Giovanni Battista Caprara Montecuccoli. Il 26 marzo 1793 venne spostato alla diocesi di Pavia dove tre anni più tardi dovette fare i conti coi giacobini pavesi insorti contro il vescovo e le autorità aristocratiche all'avvento di Napoleone in Italia; per rappresaglia il suo stemma in piazzetta Regisole venne privato del cappello vescovile. Il 25 maggio del 1796 trattò con Napoleone la resa della città pavese. 
Morì il 15 luglio 1804 nel palazzo vescovile di Pavia.

## Genealogia episcopale
La genealogia episcopale è:
- Cardinale Scipione Rebiba
- Cardinale Giulio Antonio Santori
- Cardinale Girolamo Bernerio, O.P.
- Arcivescovo Galeazzo Sanvitale
- Cardinale Ludovico Ludovisi
- Cardinale Luigi Caetani
- Cardinale Ulderico Carpegna
- Cardinale Paluzzo Paluzzi Altieri degli Albertoni
- Papa Benedetto XIII
- Papa Benedetto XIV
- Papa Clemente XIII
- Cardinale Giovanni Battista Caprara Montecuccoli
- Vescovo Giuseppe Bertieri